# Otyg
Gli Otyg sono stati una band svedese folk metal/viking metal nella quale ha militato come leader Andreas Hedlund (conosciuto ai più come Vintersorg).
Nella loro breve carriera hanno pubblicato due album ufficiali caratterizzati da una presenza massiccia di strumenti tradizionali scandinavi. La band attualmente è sciolta, in attesa di una nuova possibile fonte d'ispirazione per Vintersorg.
Nel 2008 la Napalm Records ha fatto uscire un doppio cd contenente gli album Älvefärd e Sagovindars Boning.

## Membri
- Vintersorg - voce, chitarre (1995–2002)
- Cia Hedmark - violino, voce (1995–2002)
- Daniel Fredriksson - basso, flauto, armonica, scacciapensieri, liuto (1995–2002)
- Mattias Marklund - chitarre (1995–2002)
- Fredrik Nilsson  - batteria (1998–2002)
- Samuel Norberg - mouth harp (1995–1997)
- Stefan Strömberg - batteria (1995–1997)

## Discografia
- 1995 - Bergtagen
- 1996 - I Trollskogens Drömmande Mörker
- 1997 - Galdersång till Bergfadern
- 1998 - Älvefärd
- 1999 - Sagovindars Boning
- 1999 - Live In Asten-Heudsen